# Заячье (Ельский район)
Заячье (бел. Заечча) — деревня в Валавском сельсовете Ельского района Гомельской области Белоруссии.

## География

### Расположение
В 40 км на юго-запад от районного центра и железнодорожной станции Ельск (на линии Калинковичи — Овруч), в 217 км от Гомеля.

## Гидрография
На севере мелиоративные каналы, соединённые с рекой Батывля (приток реки Словечна).

## Транспортная сеть
Транспортные связи по просёлочной, затем автомобильной дороге Скородное — Стодоличи. Деревянные крестьянские усадьбы стоящие около просёлочной дороги.

## История
По письменным источникам известна с XIX века как хутор в Скороднянской волости Мозырского уезда Минской губернии. В 1931 году жители вступили в колхоз. Во время Великой Отечественной войны в июне 1943 года оккупанты сожгли деревню и убили 2 жителей. В 1959 году в составе совхоза «Валавский» (центр — деревня Валавск).

## Население

### Численность
- 2004 год — 4 хозяйства, 5 жителей.
- 2014 год - 1 хозяйство, 2 жителя

### Динамика
- 1897 год — 4 двора (согласно переписи).
- 1917 год — 45 жителей.
- 1924 год — 61 житель.
- 1940 год — 10 дворов, 59 жителей.
- 1959 год — 73 жителя (согласно переписи).
- 2004 год — 4 хозяйства, 5 жителей.
- 2019 год — 1 хозяйство, 1 житель.